# The Odessa File (film)
The Odessa File is een Engels-Duitse speelfilm uit 1974, geregisseerd door Ronald Neame. 
Het scenario is gebaseerd op de gelijknamige roman (1972) van Frederick Forsyth.

## Verhaal
Het verhaal speelt zich af in Letland, in de nadagen van de Tweede Wereldoorlog. In de haven van Riga worden gewonde Duitse soldaten haastig aan boord van een schip gebracht. Dan verschijnt de SS'er Eduard Roschmann, bijgenaamd ‘de Slager van Riga’, die het schip voor zijn eigen manschappen opeist. De bevelvoerende Wehrmacht-kapitein weigert mee te werken, waarop Roschmann hem doodschiet.
Een kleine twintig jaar later, op 22 november 1963, hoort de Duitse journalist Peter Miller op de autoradio dat de Amerikaanse president John F. Kennedy is doodgeschoten. Op zoek naar een eigen verhaal besluit hij een langsrijdende ambulance te volgen. Op de plaats van bestemming blijkt dat ene Salamon Tauber zelfmoord heeft gepleegd. Een bevriende politieman geeft Miller Taubers dagboeken. De joodse Tauber, een overlevende van de Holocaust, vertelt in zijn memoires over zijn tijd in het kamp van Riga en over Roschmann, die daar de leiding had. Miller, gefascineerd door Taubers verhaal, gaat op onderzoek uit. Van een vriend van Tauber verneemt hij dat Roschmann nog in leven zou zijn en contacten zou hebben met ODESSA (Organisation Der Ehemaligen SS-Angehörigen), een geheime organisatie van oud-SS'ers. Miller benadert de Duitse overheid hierover, maar krijgt geen enkele medewerking. Zijn pogingen om met Odessa-leden in contact te komen mislukken ook. 
In Wenen bezoekt hij daarom de bekende nazi-jager Simon Wiesenthal. Wiesenthal vertelt hem meer over Odessa. De organisatie zou zich bezighouden met het helpen ontsnappen van gezochte oud-SS'ers en die nog steeds veel invloed in Duitsland hebben. Kort daarop wordt Miller ontvoerd door een team van de Israëlische geheime dienst Mossad. Daar hoort hij dat Roschmann inderdaad nog leeft en nu onder de naam Josef Kiefel directeur is van een groot elektronicabedrijf. Dat bedrijf is betrokken bij een geheim wapenprogramma waarmee Egypte Israël van de kaart wil vegen. De Mossad-agenten vragen Miller vervolgens of hij bij Odessa wil infiltreren. Na een intensieve training door een bekeerde oud-nazi krijgt hij de identiteit van de zojuist gestorven oud-SS'er Rolf Gunther Kolb. Vermomd als Kolb weet Miller het vertrouwen van een Odessa-advocaat te winnen. Die stuurt hem naar een drukker in Bayreuth, waar hij nieuwe papieren kan krijgen. Door een slordigheidje van Miller ontdekt Odessa diens ware identiteit echter en stuurt een huurmoordenaar achter hem aan. Miller weet te ontkomen en vindt in Bayreuth bovendien een lijst met alle namen van de Odessa-leden (The Odessa File). 
Nu hij is ontmaskerd, besluit hij om direct achter Roschmann aan te gaan en dringt hij gewapend diens landgoed binnen. Roschmann denkt dat Miller hem wil doden vanwege zijn rol in de Jodenvervolging en probeert de jonge Duitser van de juistheid van de rassenleer te overtuigen. Dan blijkt dat Millers motief een persoonlijke is: zijn vader was de kapitein die in Riga door Roschmann werd doodgeschoten. Miller schiet Roschmann na een kort vuurgevecht dood. Hij wordt gearresteerd maar tot zijn verbazing na een tijdje weer vrijgelaten. De lijst met Odessa-leden belandt uiteindelijk bij Wiesenthal. De fabriek van Kiefel wordt door de Mossad in brand gestoken, waarmee er een einde komt aan het wapenprogramma voor Egypte.

## Toelichting
Aan het begin van de film wordt uit naam van Frederick Forsyth beweerd dat het verhaal op ware gebeurtenissen is gebaseerd. Eduard Roschmann en Simon Wiesenthal waren inderdaad bestaande personen, maar over Odessa bestaan verschillende visies. Volgens Wiesenthal bestond er inderdaad één grote organisatie zoals in het boek en de film worden voorgesteld. Andere historici houden het er echter op dat er na de oorlog weliswaar enkele kleine groepjes oud-SS'ers waren, maar dat er geen sprake was van één grote, overkoepelende organisatie.

## Rolverdeling
| Acteur            | Personage                                                     |
| ----------------- | ------------------------------------------------------------- |
| Jon Voight        | Peter Miller                                                  |
| Maximilian Schell | Eduard Roschmann, voormalig commandant van het Getto van Riga |
| Maria Schell      | mevrouw Miller                                                |
| Mary Tamm         | Sigi                                                          |
| Derek Jacobi      | Klaus Wenzer                                                  |
| Peter Jeffrey     | David Porath                                                  |
| Klaus Löwitsch    | Gustav Mackensen                                              |
| Kurt Meisel       | Alfred Oster                                                  |
| Günter Meisner    | generaal Greifel                                              |
| Hannes Messemer   | generaal Richard Glücks                                       |
| Garfield Morgan   | de Israëlische generaal van Landsverdediging                  |